# Saâdeddine El Othmani
Saâdeddine El Othmani (in arabo سعد الدين العثماني; Inezgane, 16 gennaio 1956) è un politico marocchino, Capo del Governo del Marocco dal 5 aprile 2017 al 7 ottobre 2021.

## Vita politica
Esponente del Partito della Giustizia e dello Sviluppo (PJD), Saadeddine Othmani è stato ministro degli affari esteri dal 3 gennaio 2012 al 10 ottobre 2013 nel governo guidato dal suo partito. Successivamente, ha diretto il gruppo parlamentare del PJD fino alla sua nomina a Capo del Governo, avvenuta il 17 marzo 2017. Egli, infatti, assunse il potere dopo che il re Muhammad VI del Marocco revocò l'incarico di Primo ministro al premier uscente, Abdelilah Benkirane, per affidarlo al suddetto, che ha ottenuto la fiducia del parlamento il 5 aprile.
A seguito dell'enorme sconfitta del suo partito alle elezioni del 2021, in cui questo ha perso 112 seggi, ha ceduto il suo incarico al nuovo primo ministro eletto, Aziz Akhennouch.

## Vita privata
È sposato e ha due figlie: Tara e Susa.